# Tillandsia vriesioides
Tillandsia vriesioides är en gräsväxtart som beskrevs av Eizi Matuda. Tillandsia vriesioides ingår i släktet Tillandsia och familjen Bromeliaceae. Inga underarter finns listade i Catalogue of Life.